# She Said She Said
Pistes de Revolver
Yellow Submarine Good Day Sunshine
She Said She Said est une chanson du groupe britannique The Beatles, parue le 5 août 1966 sur l'album Revolver. Écrite par John Lennon avec un peu d'aide de George Harrison (mais créditée Lennon/McCartney même si Paul n'a pas participé à sa composition ni à son enregistrement), elle est inspirée par une expérience du LSD de son auteur et par une phrase alors prononcée par l'acteur Peter Fonda. 

## Composition
En août 1965, les Beatles sont en Californie, en pleine tournée américaine ; entre les concerts, ils résident dans une villa louée à Benedict Canyon (en), Los Angeles. Entourés par la police et les fans, ils restent à l'intérieur pour y faire la fête. Ils en viennent à organiser une soirée à laquelle prennent part plusieurs personnalités du milieu artistique, dont l'acteur Peter Fonda et les membres des Byrds David Crosby et Roger McGuinn. C'est à cette occasion qu'ils consomment — à l'exception de Paul McCartney — pour la première fois délibérément du LSD, un hallucinogène puissant. George Harrison et John Lennon y avaient déjà goûté involontairement lors d'un dîner chez un ami dentiste, quelques mois plus tôt. 
L'acteur américain Peter Fonda, qui a déjà pour sa part une certaine expérience du LSD, joue le rôle de guide. Selon Fonda, George Harrison lui dit « avoir l'impression d'être en train de mourir », ce à quoi il lui répond qu'il connaît cette impression, son cœur s'étant arrêté de battre sur une table d'opération lorsqu'il était plus jeune. Mais John Lennon, qui passe par là, ne surprend que la première partie de la conversation, lorsque Fonda a dit « ...je sais ce que c'est que d'être mort ». Lennon, lui aussi en plein trip d'acide, lui rétorque : « Tu me donnes l'impression que je ne suis jamais né. Qui t'a mis toutes ces conneries dans la tête ? »
Un autre participant à la fête, Roger McGuinn, rapporte que Lennon a l'air énervé, parce qu'ils viennent justement de regarder un western avec Jane Fonda, la sœur de Peter, et qu'il ne veut plus entendre parler des Fonda. Lennon ordonne ensuite à un garde : « sortez-moi ce mec d’ici ! ». La version des faits de John Lennon est légèrement différente : d'après lui, c'est Peter Fonda qui vient sans cesse les importuner avec cette phrase sur la mort, d'où l'agacement du musicien qui préfere penser à autre chose, vu la journée ensoleillée et les filles présentes. 
John Lennon va cependant conserver ces propos pour un usage ultérieur, une nouvelle chanson : She Said She Said. La chanson commence ainsi par les premiers mots de Fonda, « She said, She said, I know what it's like to be dead » ; dans une version précédente, c'était bien He said, He said (il dit), mais Lennon a décidé de remplacer le he par she (elle), de sorte à faire passer l'auteur de la citation pour une femme. Toutefois, Peter Fonda n'est pas dupe, s'étant immédiatement reconnu à l'écoute de la chanson : « Lorsque j'ai entendu Revolver pour la première fois, j'ai su tout de suite d'où cette chanson venait, même si John ne l'a jamais admis devant moi et bien que je n'en aie jamais parlé à personne. »
L'agacement qu'a pu éprouver Lennon ce jour-là transparaît dans une des premières versions de la chanson, plus agressive mais abandonnée assez rapidement car ne menant nulle part : 
| « I said, who put all that crap in your head You know what it's like to be dead And it's making me feel like my trousers are torn » | « J'ai dit, mais qui t'as mis toute cette merde dans la tête ? Tu sais ce que c'est que d'être mort Et ça me donne l'impression d'avoir mon pantalon déchiré » |

Lorsque Lennon reprend son texte quelques jours plus tard, il ajoute une partie supplémentaire, jouée à un autre tempo. Du 4/4 du départ, il passe en effet en mode ternaire sur le pont qui commence par « When I was a boy » et expliquera plus tard : « J'ai écrit la première chose qui m'est passée par la tête [...] Mais c'était réel, parce que ça venait juste d'arriver. »

## Enregistrement
She Said She Said est la dernière chanson enregistrée durant les sessions de l’album Revolver, ajoutée à la hâte dès lors qu’il fut considéré qu’il manquait un titre dans la liste. Les Beatles consacrent ainsi neuf heures du 21 juin 1966 pour enregistrer la chanson, où la majeure partie du temps est consacrée aux répétitions, sur au moins vingt-cinq prises. Le mix final comporte également une partie jouée à l'orgue Hammond par Lennon.
Le niveau de participation de Paul McCartney dans ce titre n’est pas clair. Il est très probablement nul. L'intéressé se souvient d’une dispute et croit qu’il n’était pas présent dans les studios lors de l’enregistrement : « Je pense que c'est le seul titre des Beatles sur lequel je n'ai jamais joué. Je crois qu'on s'était engueulés ou quelque chose comme ça et j'ai dit « Allez vous faire foutre ! » et eux « Bon, on va le faire sans toi ». Je crois que c'est George [Harrison] qui joue de la basse. » Les registres des studios EMI pour le 21 juin 1966, consultés par le biographe Mark Lewisohn, ne mentionnent effectivement pas Paul McCartney. A contrario, la contribution de George Harrison semble plus marquée : ce dernier affirme en effet avoir aidé John Lennon à faire de She Said She Said une chanson complète, en collant les morceaux ; « c'était vraiment de la soudure », explique-t-il, faisant référence aux deux parties aux tempos différents.  
À trois, donc, les Beatles se sont également appuyés sur un jeu de batterie de Ringo Starr,, une de ses plus belles performances rythmiques enregistrées sur leurs disques, lors de ces sessions du printemps 1966 où le batteur des Beatles en considérant aussi son jeu sur des titres comme Tomorrow Never Knows et Rain estime se trouver au sommet de son art. 
S'il s'est parfois montré très critique à l'égard de l'œuvre des Beatles après leur séparation, John Lennon qualifie en 1980 She Said She Said de « morceau intéressant, les guitares sont super là-dessus ».

### Interprètes
- John Lennon – chant, chœurs, guitare rythmique, orgue Hammond
- George Harrison –  chœurs, basse, guitare solo
- Ringo Starr – batterie, shaker[8]

### Équipe technique
- George Martin - production
- Geoff Emerick - ingénieur du son
- Phil McDonald - ingénieur du son assistant

## Parution et reprises
Outre son inclusion dans le disque Revolver où elle clôt la face 1 de l'album, elle apparaîtra aussi sur l'album compilation Tomorrow Never Knows paru exclusivement en téléchargement sur itunes en 2012.
She Said She Said a été reprise entre autres par The Chords (1980), The Feelies (1986), Ween (1987) ou encore The Black Keys (2002).